# UNIX
UNIX ili (Unix) je višezadaćni i višekorisnički operacijski sustav koji se pojavio u ranim 70-im godinama 20. stoljeća, kao plod rada zaposlenika AT&T-a u Bell Labsu, uključujući Kena Thompsona, Denisa Ritchieja, i Douglasa McIlroyja. Ime UNIX nastalo je skraćivanjem engleske složenice Uniplexed Information and Computing System, te transmutacijom slova CS u X radi zvučnosti. Početna inačica UNIX-a napisana je u asembleru no uskoro je prerađena u programskom jeziku C što je omogućilo da se UNIX prenosi na drugačiji hardver.
Tijekom vremena različite tvrtke, sveučilišta i neprofitne organizacije razvile su svoje izvednice UNIX-a. Od 2007. godine vlasnik registriranog znaka UNIX je konzorcij The Open Group. Naziv UNIX smije dobiti samo sustav koji zadovoljava skup standarda koji se naziva Single UNIX Specification (SUS).
UNIX i UNIX-u slični sustavi ("Unixoidi") dostupni su za velik broj hardverskih platformâ i trenutačno postoje razne inačice takvih sustava, npr. AIX, HP/UX, Mac OS X, SCO, Solaris, BSD, GNU/Linux. Razlog raširenosti UNIX-a i unixolikih sustava nalazi se u korištenju programskog jezika C kao osnovnog jezika u kojemu je napisana glavnina UNIX-a. Zbog takvog izbora dizajneri UNIX-a omogućili su njegovo lako prebacivanje na bilo koje računalo.